# Eruwes
Els eruwes són els membres d'un grup ètnic que viuen a la regió d'Isoko, a l'estat del Delta, al sud de Nigèria. Segons Joshuaproject hi ha 87.700 eruwes i segons Peoplegroups n'hi ha 85.500. L'eruwa és la llengua pròpia dels eruwes, tot i que avui dia cada cop està més desplaçada per l'isoko. El seu codi de grup ètnic és NAB59c.
El 35% dels eruwes són cristians i el 65% professen religions tradicionals africanes. Dels cristians, el 50% pertanyen a esglésies independents, el 25% són protestants i el 25% restant catòlics. Només el 5% són evangèlics.